# Экслибриум: Жизнь вторая
«Эксли́бриум: Жизнь втора́я» — серия фэнтезийных комиксов о похождениях молодой девушки Лилии Романовой в мире «литературных магов», публикующаяся российским издательством Bubble Comics с октября 2019 года. Автором комикса, как и сценаристом всех выпусков серии, является Наталия Девова. Иллюстрации для большинства выпусков рисовал художник Константин Тарасов, изредка сменяемый Андреем Родиным, Джамилей Зульпикаровой и Алиной Ерофеевой. Является продолжением комикса 2014 года «Экслибриум».
События «Второй жизни», также как и оригинального комикса, происходят в Москве. Главная героиня серии Лилия Романова, увлечённая поп-культурой девушка-подросток с проблемами в социализации, и её новые друзья из Ордена книгочеев — книжных магов, обладающих суперспособностями — пытаются остановить ожившего литературного персонажа Агату, заполучившую почти безграничные возможности и желающую перестроить мир по своему усмотрению. 
«Экслибриум: Жизнь вторая» получил преимущественно сдержанно-положительные оценки от критиков. К плюсам продолжения «Экслибриума» относили работу художников Константина Тарасова, Андрея Родина и колористки Натальи Мартинович. Сдержанно была принята затянутая продолжительность вводной сюжетной арки, а также некоторые сюжетные решения, вроде неубедительного способа возвращения героини Киры. Негативно были встречены новые персонажи Елена и Аполлон, названые непроработанными и раздражающими.

## Сюжет
После атаки Киры, последнего мага монохрома, на Орден книгочеев и предательства со стороны Агаты — её союзника-персонажа из серии фэнтези-книг — последняя приобретает невероятные способности, позволяющие ей переписывать реальность по собственному желанию. Лилия Романова (главная героиня оригинального «Экслибриума», а также начинающий книгочей), её друзья и частично разрушенный Орден книгочеев пытаются найти Агату, прежде чем она воспользуется своей властью. Однако сама Агата не спешит менять реальность — вместо этого она пленит авторов своей книги: молодую писательницу Елену и её заказчика Аполлона. Она запечатывает их в свою книгу, чтобы те на собственном опыте прочувствовали все страдания, через которые пришлось пройти ей самой (сюжет «Жизнь вторая»).
Агата работает не в одиночку: к ней присоединяется бывшая глава Настоящей Московской Библиотеки Ангелина Евгеньевна, пытающаяся воскресить своего персонажа Соловья, погибшего во время атаки на Орден. У неё получается, но, несмотря на все старания, Соловей теряет большую часть воспоминаний о своей прошлой жизни. Книгочеям удаётся узнать об этом, а также найти их логово — постоянно перемещающегося Дракона в форме автобуса (сюжет «Безвозвратно»). Пока они готовят нападение с целью освободить похищенных авторов, сами Елена и Аполлон пытаются выжить в недружелюбных условиях книги. На них нападает стая волков-оборотней, и от неминуемой гибели их спасает незнакомец, вооружённый косой. Незнакомцем оказывается Кира, лишённая силы монохрома. Она была воскрешена Агатой и заточена в её книге. Без своей силы Кира быстро взрослеет из девочки-подростка в молодую женщину. Все трое помогают друг другу, и в итоге им удаётся сбежать из заточения (сюжет «Купель Дракона»).
Пока остальные книгочеи планируют выманить Ангелину Евгеньевну с помощью её друга Владимира, которого они держали у себя под стражей, Матвей Корецкий, друг Лили, решает поговорить с Лизой — бывшей соратницей Агаты и Киры, убившей нескольких книгочеев во время сражения незадолго до нападения на Орден. Из схватки Лиза вышла единственной выжившей, но была заражена чернилами, из-за чего сама невольно становится книгочейкой. Она рассказывает Матвею, что вместе со своим отцом Николаем помогала Кире и Агате уничтожить Орден из-за смерти своей матери, которая, как выясняется, была книгочейкой и погибла в сражении с первой Агатой, выпущенной Александром Алиновским (сюжет «Щепки»). Тем временем книгочеи инсценируют нападение на Владимира. Ангелина, видя, что её другу грозит опасность, появляется на поле боя и спасает его. Пока между Ангелиной и книгочеями разгорается бой, Лиля с друзьями нападает на след Елены и Аполлона, однако слишком поздно — те уже успели самостоятельно покинуть книгу (сюжет «Точка сборки»).

### Основные персонажи
- Лилия Романова — главная героиня серии, увлечённая поп-культурой молодая девушка с проблемами в социализации[4]. Ранее являлась обладательницей белых чернил, не зная об этом. После их потери сохранила лишь способности, даруемые ей жёлтыми чернилами — испускать из глаз и рта разрушающие лучи, а также возможность использовать бумажные самолётики в качестве следящих жучков[5]. При работе над персонажем предполагалось назвать героиню «Катей Одинцовой», а сама она должна была стать лишь одним из двух центральных персонажей наравне с Соловьём[2].
- Кира — главная героиня параллельной сюжетной линии оригинального «Экслибриума», а также последний оставшийся в живых маг монохрома[12]. Ранее обладала силой чёрных чернил, дарующих ей возможность влиять и изменять объективную реальность, теперь же она обычный человек[13][8][9]. По задумке Девовой, новый образ Киры должен был отсылать к особенностям эстетики аниме, что выразилось в наличии плаща и абсурдно огромного оружия, и она должна представать «повзрослевшей морально и физически, побитой жизнью и ожесточённой, но не оставившей веры в лучшее»[14].
- Елена и Аполлон — молодая писательница и наследник богатой семьи, соответственно. Лена пишет книги об Агате для Аполлона на заказ, который выдаёт её работы за свои. Аполлон также нанимает и других деятелей искусства — художников, модельеров и парфюмеров — чтобы выставить себя гениальным творцом[5]. Агата, терзаемая гневом и чувством несправедливости за перенесённые ею в книге страдания, заточает в неё своих авторов, чтобы отомстить им и поставить их на своё место[3][5]. В книге знакомятся и объединяются с Кирой, которая помогает им выжить[3][5].
- Агата — главный антагонист новой серии, вымышленный персонаж серии книг «Девять жизней Агаты»[3][15], изначально появляется в оригинальном «Экслибриуме» как эпизодический персонаж[3][10]. Украв у Киры и Лили силу чёрных и белых чернил, получает возможность беспрепятственно и неограниченно существовать в реальном мире и изменять его по своей воле[4][5][13]. Разрабатывая новый облик героини для «Жизни второй», художник Константин Тарасов решил подчеркнуть обладание Агатой силой белого и чёрных цветов, выразив это в двуцветных костюмах и рубашках с двойными принтами[14].
- Ангелина Евгеньевна и Соловей — бывшая глава Настоящей Московской Библиотеки и созданный ею добродушный и беспечный оживлённый литературный персонаж, соответственно. Ангелина имеет возможность телепортироваться через порталы в форме дверей и использовать их как щиты[13], а её образ находит параллели с образом американской актрисы Джессики Лэнг, известной по сериалу «Американская история ужасов»[2]. Соловей изначально должен был стать вторым главным героем серии и наставником Лили, однако позже решили отказаться от этой идеи и вместо этого дать ему второстепенную роль[2].

## История создания
«Экслибриум: Жизнь Вторая» является продолжением серии комиксов «Экслибриум», вышедшей в октябре 2014 года совместно с ещё одной серией — «Метеорой». Подобно первым четырём линейкам издательства, «Майору Грому», «Бесобою», «Иноку» и «Красной Фурии», «Метеора» и «Экслибриум» также закончились на 50-х выпусках. Однако, если все из первых четырёх линеек получили соответствующие серии-продолжения в рамках инициативы «Второе дыхание», то из «Метеоры» и «Экслибриума» продолжение досталось только последней, благодаря большой популярности комикса. К работе над «Второй жизнью» были назначены несменяемый сценарист серии, Наталия Девова, а также художник Константин Тарасов, известный по иллюстрациям к первой сюжетной арке «Майора Грома», но также успевший поработать и над оригинальным «Экслибриумом». По стечению обстоятельств, творческий состав объединила любовь к японским комиксам манга: так, Девова не раз отмечала, что в большей степени интересуется мангой, нежели американскими комиксами, а Константин Тарасов в своём художественном стиле черпал вдохновение в работах известных мангак Кацухиро Отомо и Кэнтаро Миуры. Как следствие, стилистику «Экслибриума» неоднократно сравнивали с мангой. Сама Девова признавалась, говоря о тогда ещё не анонсированном продолжении, что с течением времени ей становится всё тяжелее и тяжелее заниматься сюжетом серии, а также адекватно оценивать, в каком направлении её следует развивать.

### Издание
Создание серии «Экслибриум: Жизнь вторая», продолжающей события оригинального «Экслибриума», было анонсировано 3 октября 2019 года на российском фестивале поп-культуры Comic-Con Russia: помимо самого анонса на конвенте также состоялся старт продаж пилотного выпуска комикса. Так как в том же месяце издательство Bubble Comics перешло на исключительно цифровую дистрибуцию выпусков своих комиксов, за исключением пилотных и дебютных номеров новых линеек комиксов, пилотный выпуск «Второй жизни» стал единственным выпуском комикса, который получил дополнительный тираж с альтернативными обложками. Они были приурочены к Comic-Con Russia 2019, а две из них изображали гостей фестиваля: одна авторства Андрея Родина, на которой был изображён японский геймдизайнер Хидэо Кодзима, другая от Натальи Заидовой, с актёром Эндрю Скоттом в образе Джима Мориарти из сериала «Шерлок». Первый полноценный номерной выпуск комикса увидел свет в декабре того же года, по состоянию на 2021 год комикс продолжает выходить — выпущено уже 20 выпусков. В мае 2020 года вышел первый том комикса, собравший в себе пилотный номер и первые четыре выпуска. Впоследствии другие номера также выходили в составе сборников. Помимо самих комиксов в издания были включены дополнительные материалы: комментарии создателей, скетчи и зарисовки персонажей, локаций, эскизы обложек и их неиспользованные варианты.

## Восприятие
В целом, «Экслибриум: Жизнь вторая» рецензенты приняли сдержанно-положительно. Отмечалось, что экшн и боевые сцены уступили место неторопливому, порою гнетущему и мрачному, повествованию. Обозреватели также обратили внимание, что в отличие от оригинального «Экслибриума», во «Второй жизни» внимание уделяется больше второстепенным персонажам: Кире, Агате, Лизе и другим. Среди положительных сторон назывались иллюстрации художников комикса Константина Тарасова (известному по работе над первыми номерами «Майора Грома») и Андрея Родина, а также работа колористки Натальи Мартинович. Среди отрицательных — непроработанные и поверхностные новые персонажи, чрезмерная затянутость вводных сюжетных линий.
Обозревательница онлайн-журнала Darker Мария Брянцева в своей рецензии говорила, что первые выпуски не содержат много событий или экшена, однако это не мешает им быть насыщенными и эмоциональными. Была отмечена хорошая работа художника серии Константина Тарасова и колористки Натальи Мартинович, всегда задающая нужное настроение. В целом, выпуски первого тома «Второй жизни» были встречены тепло и названы хорошим зачином для нового комикса. Последующие выпуски подверглись большей критике, в частности, новые персонажи, автор произведения об Агате Лена и заказчик этой книги Аполлон. Рисунок, на этот раз авторства Андрея Родина, иллюстрировавшего первые выпуски оригинального «Эсклибриума», был принят благосклонно. Помимо этого, «Вторую жизнь» сравнили с мангой «Опус» японского режиссёра анимации Сатоси Кона, известного по полнометражным аниме Perfect Blue и Paprika.
Сергей Афонин, представляющий портал GeekCity, согласился с Брянцевой относительно нелепости персонажей Лены и Аполлона, назвав их соответственно «девочкой-фанфиком» и «идиотом». По мнению Афонина, эти герои были введены как элемент комик-релифа, однако вместо веселья они вызывают раздражение, наподобии Джа-Джа Бинкса из фильма «Звёздные войны. Эпизод I: Скрытая угроза», однако всё-таки назвал сюжет достаточно бодрым. Также обозреватель посетовал на неубедительность возвращения второстепенной протагонистки «Экслибриума» Киры, признав удачным только её преображение из девочки в яростную воительницу. В целом впечатление Афонина от первых выпусков было скорее негативным, однако по его признаниям, начиная с шестого номера сюжет комикса начинал выравниваться — особенно Афонину понравилось то, «как комикс играется с принятыми ходами книжного повествования, к примеру, скип дороги героев куда-либо. Показано ровно так, как мы привыкли это всегда видеть и всегда принимаем», а также юмор. В целом, было не раз отмечено, что сюжетные линии «Второй жизни» оказываются затянутыми, хотя поздние выпуски при этом всё ещё остаются качественными.

### Коллекционные издания
- Экслибриум: Жизнь вторая — Том 1: Безвозвратно. — Bubble Comics, Май 2020. — Т. 1 (№ 0—4) и доп. материалы. — 200 с. — (Экслибриум: Жизнь вторая). — ISBN 978-5-6042726-2-6.
- Экслибриум. Жизнь вторая — Том 2: Купель Дракона. — Bubble Comics, Октябрь 2020. — Т. 2 (№ 5—8) и доп. материалы. — 118 с. — (Экслибриум: Жизнь вторая). — ISBN 978-5-6042726-4-0.
- Экслибриум. Жизнь вторая — Том 3: Щепки. — Bubble Comics, Март 2021. — Т. 3 (№ 9—12) и доп. материалы. — 105 с. — (Экслибриум: Жизнь вторая). — ISBN 978-5-6044313-1-3.
- Экслибриум. Жизнь вторая — Том 4: Праздник жизни. — Bubble Comics, Июль 2021. — Т. 4 (№ 13—18) и доп. материалы. — 196 с. — (Экслибриум: Жизнь вторая). — ISBN 978-5-6044312-2-1.
- Экслибриум. Жизнь вторая — Том 5: Венец творения. — Bubble Comics, Октябрь2021. — Т. 5 (№ 19—22) и доп. материалы. — 124 с. — (Экслибриум: Жизнь вторая). — ISBN 978-5-6046886-1-8.
- Экслибриум. Жизнь вторая – Том 6: Чёрные капли. – Т. 6 (Номер 23–27).
- Экслибриум. Жизнь вторая – Том 7: Новоселье. – Т. 7 (Номер 28–32).
- Экслибриум. Жизнь вторая – Том 8: После дождичка. – Т. 8 (Номер 33–36).
- Экслибриум. Жизнь вторая – Том 9: Будущее – светло. – Т. 9 (Номер 37–41).